# Poa legionensis
Poa legionensis är en gräsart som först beskrevs av José María Laínz Ribalaygua, och fick sitt nu gällande namn av Francisco Javier Fernández Casas och Manuel Laínz. Poa legionensis ingår i släktet gröen, och familjen gräs. Inga underarter finns listade i Catalogue of Life.